# Sobarocephala columbiensis
Sobarocephala columbiensis är en tvåvingeart som beskrevs av Soos 1962. Sobarocephala columbiensis ingår i släktet Sobarocephala och familjen träflugor.
Artens utbredningsområde är Colombia. Inga underarter finns listade i Catalogue of Life.